# Herfstmorgen bij het Sortedamse Meer
Herfstmorgen bij het Sortedamse Meer (Deens: Efterårsmorgen ved Sortedamssøen) is een schilderij uit 1838 van Christen Købke, een van de bekendste schilders van de Deense Gouden Eeuw. Sinds 1914 maakt het werk deel uit van de collectie van de Ny Carlsberg Glyptotek in Kopenhagen. In 2006 werd Herfstmorgen bij het Sortendamse Meer opgenomen in de Deense culturele canon.

## Voorstelling
In 1833 verhuisde Købke met zijn ouders naar een huis aan de Blegdamsvej in de buurt van het Sortedamse Meer. Dit gebied, dat tegenwoordig midden in Kopenhagen ligt, had toen nog een landelijk karakter. Købke schilderde deze omgeving talloze malen. Op Herfstmorgen bij het Sortedamse Meer laat hij het meer op een heldere novembermorgen zien. De bomen hebben nauwelijks bladeren meer en het licht is bleek. De eenzame wandelaar, gehuld in een donkere jas, draagt bij aan de melancholieke sfeer van het schilderij. De horizontale lijnen worden door enkele verticale elementen goed in balans gebracht. Købke's precieze gevoel voor compositie en zijn vermogen om de stemming van een landschap over te brengen, waren zijn grootste talenten. De invloed van Caspar David Friedrich en andere romantische schilders is duidelijk te zien, maar Købke's schilderij kent een vredigheid die bij de Duitser vaak ontbreekt.
Uit zijn brieven is bekend dat de schilder zich neerslachtig voelde toen hij aan Herfstmorgen bij het Sortedamse Meer werkte. Dit kan wellicht een verklaring zijn voor de koele, sombere stemming van het schilderij. Veel van Købke's andere werken spelen zich in de lente of de zomer af. Een voorbeeld daarvan is Uitzicht vanaf Dosseringen dat ook uit 1838 stamt en hetzelfde meer als onderwerp heeft.

## Herkomst
- in bezit van de landschapsschilder Jens Peter Møller.
- 14 juni 1894: gekocht op een veiling door de brouwer en kunstverzamelaar Carl Jacobsen, wiens collectie aan de basis stond van de Ny Carlsberg Glypotek.
- 1914: geschonken aan de Ny Carlsberg Glyptotek.

## Afbeelding

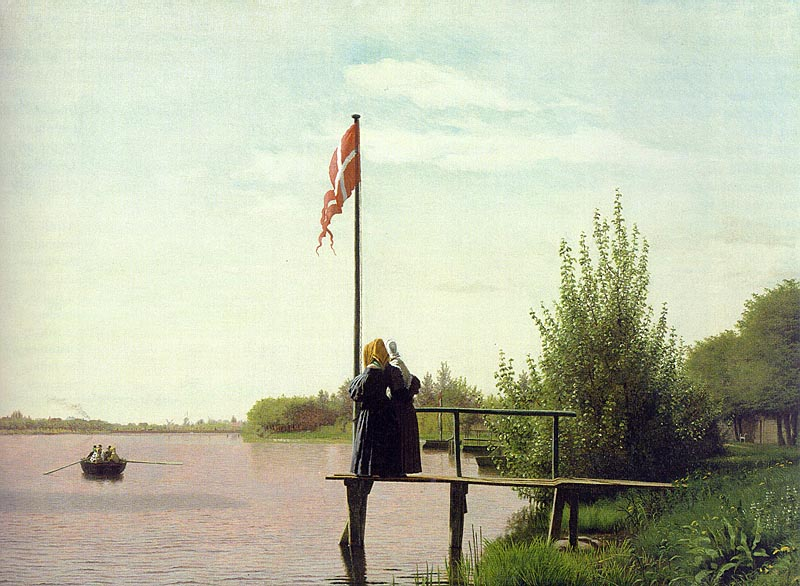
Uitzicht vanaf Dosseringen (1838)